# Totiglaciären
Totiglaciären (georgiska: თოთის მყინვარი, Totis mqinvari) är en glaciär i norra Georgien, i regionen Megrelien-Övre Svanetien. Den var tidigare en del av Tviberiglaciären, men 2014 konstaterades att denna splittrats i flera separata glaciärer.